# Mercedes-Benz Vito
Le Mercedes-Benz Vito est un fourgon produit par Mercedes-Benz. Trois générations se sont succédé depuis son lancement en 1996. Sa version destinée au transport de passagers est dénommée Classe V. Il succède au Mercedes-Benz MB100.

## Origine du nom
Vito fait référence à la ville basque espagnole de Vitoria-Gasteiz où ce véhicule est construit. Il devait initialement être commercialisé sous le nom Vitoria, mais ce nom était déjà propriété de Seat.

## Première génération (1996-2003)

### Phase 1

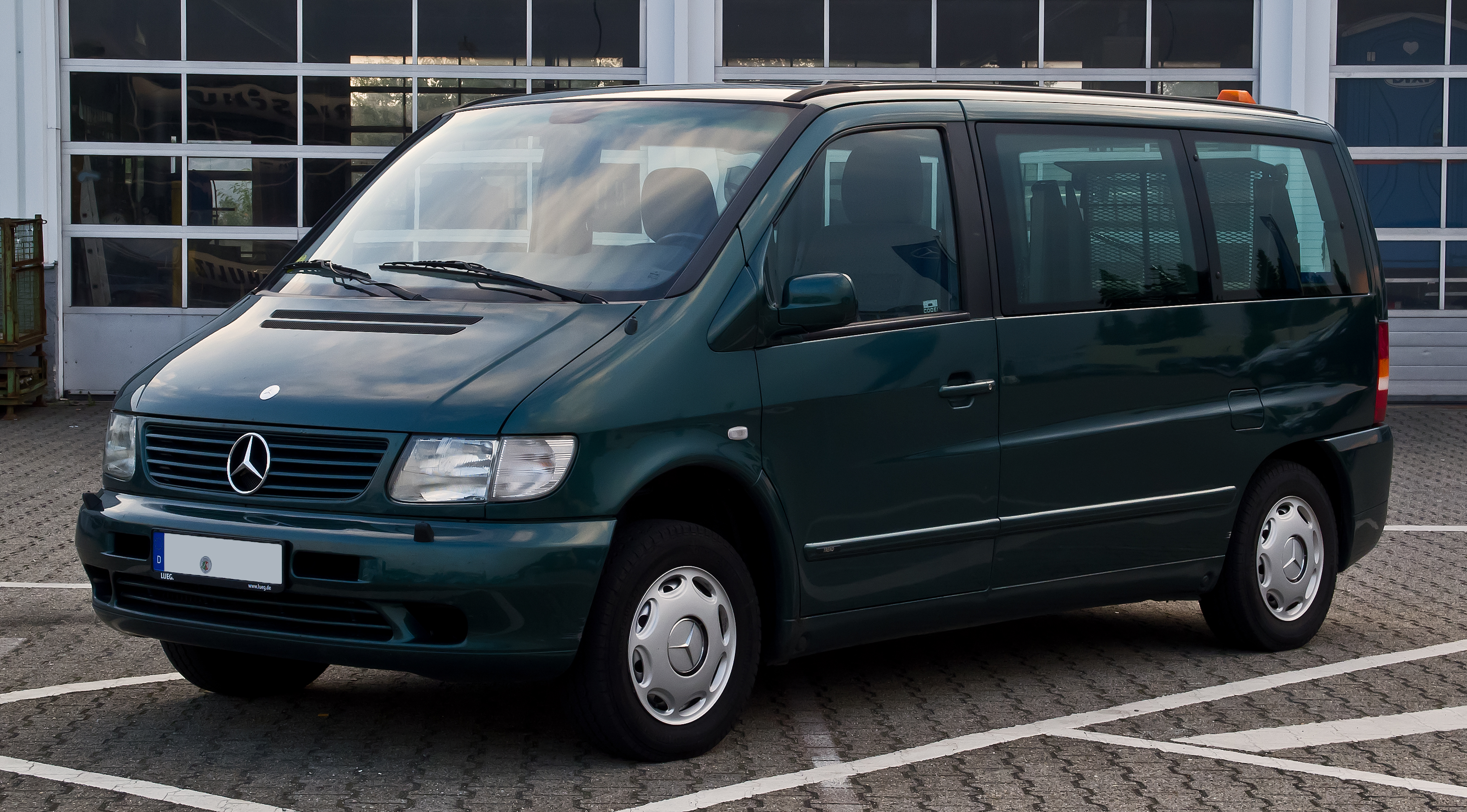
Mercedes-Benz Classe V (W638).
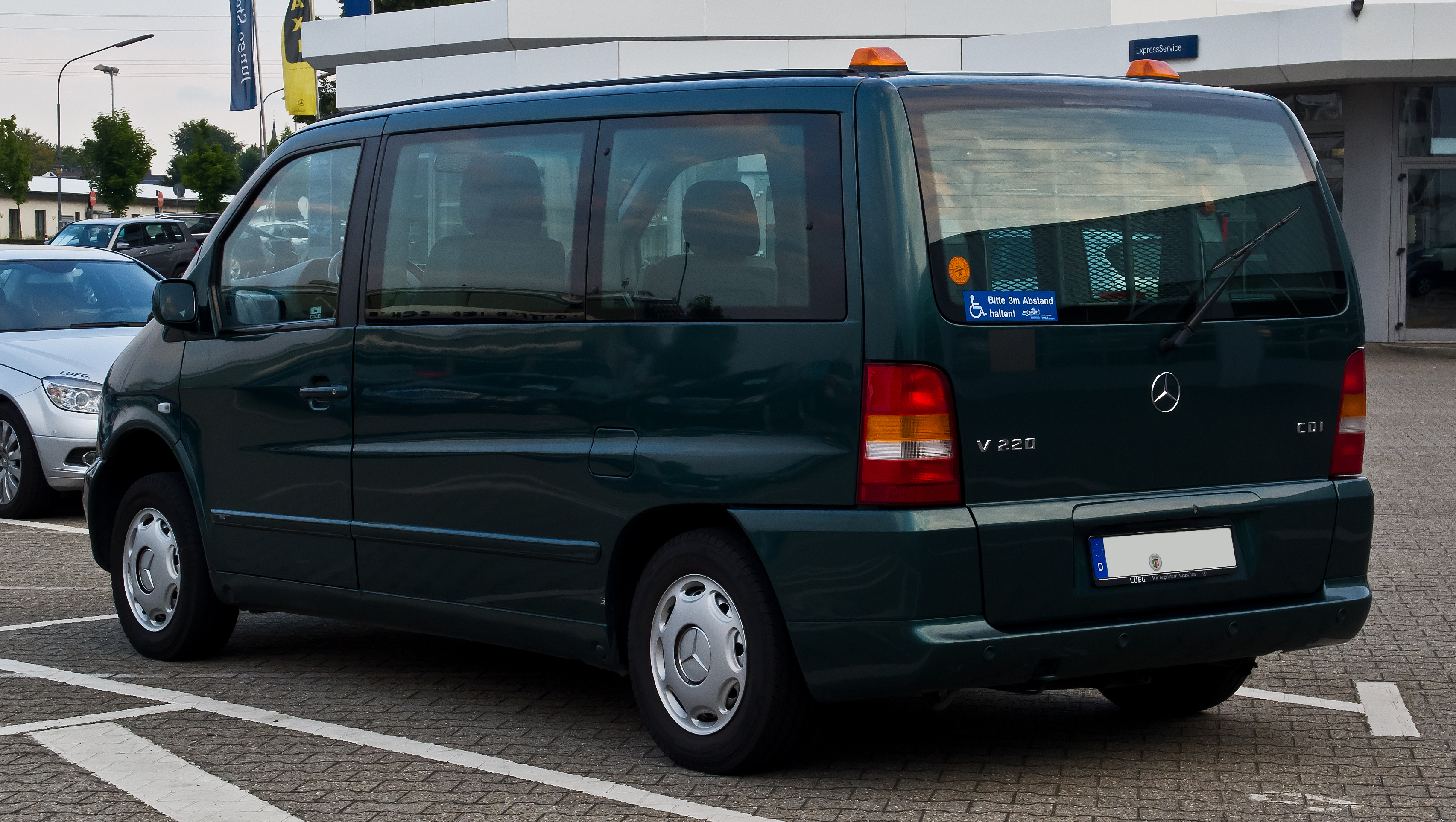
Mercedes-Benz Classe V (W638).

Cet utilitaire et son dérivé Classe V de première génération dite W638 sont dévoilés publiquement en 1996 et se voient aussitôt décerner le titre d'Utilitaire léger de l'année 1996. Le Classe V est disponible en version Combi entièrement vitré, et le Vito en fourgon avec ou sans lunette arrière, ou encore partiellement vitré. Ils affichent une charge utile de près d'une tonne et peuvent accueillir jusqu'à neuf passagers ou transporter un chargement de 5 m3.

### Phase 2
En 1999, le Vito et le Classe V sont restylés. 

### Motorisations
1996 - 1999 : Le moteur est implanté transversalement à l'avant et l'offre de motorisation se compose de trois versions à quatre cylindres : un moteur diesel de 58 kW (79 ch - 108 D), un turbodiesel interrefroidi de 72 kW (98 ch - 110 D) et un moteur essence à injection à 4 soupapes par cylindre de 95 kW (129 ch - 113).
1999 - 2003 : Il y a cinq motorisations au choix. Outre les moteurs CDI à fort potentiel de reprise et faible consommation, développant de 60 kW (82 ch 108 CDI), 75 kW (102 ch 110 CDI) à 90 kW (122 ch 112 CDI), l'offre comprend deux moteurs 4 cylindres essence particulièrement performants de 95 kW (113/129 ch) et 105 kW (114/143 ch) ainsi qu'un V6 de 128 kW (174 ch) d'origine VAG (VR6 V280).

#### Finitions
Pour la finition Trend, les jantes en tôle (sauf le 280) mais sellerie velours et quatre sièges arrière pivotants sont disponibles. La version Fashion ajoute le bandeau pare-soleil teinté et la console centrale façon carbone. Enfin, la ligne Ambiente se pare de jantes en alliage, d'une sellerie cuir et d'une moquette plus épaisse.

### Versions
Le Vito est disponible dans les versions suivantes :
- Mixto ;
- Minibus ;
- Van ;
- Vito F ;
- Vito Marco Polo.

## Seconde génération (2003-2014)

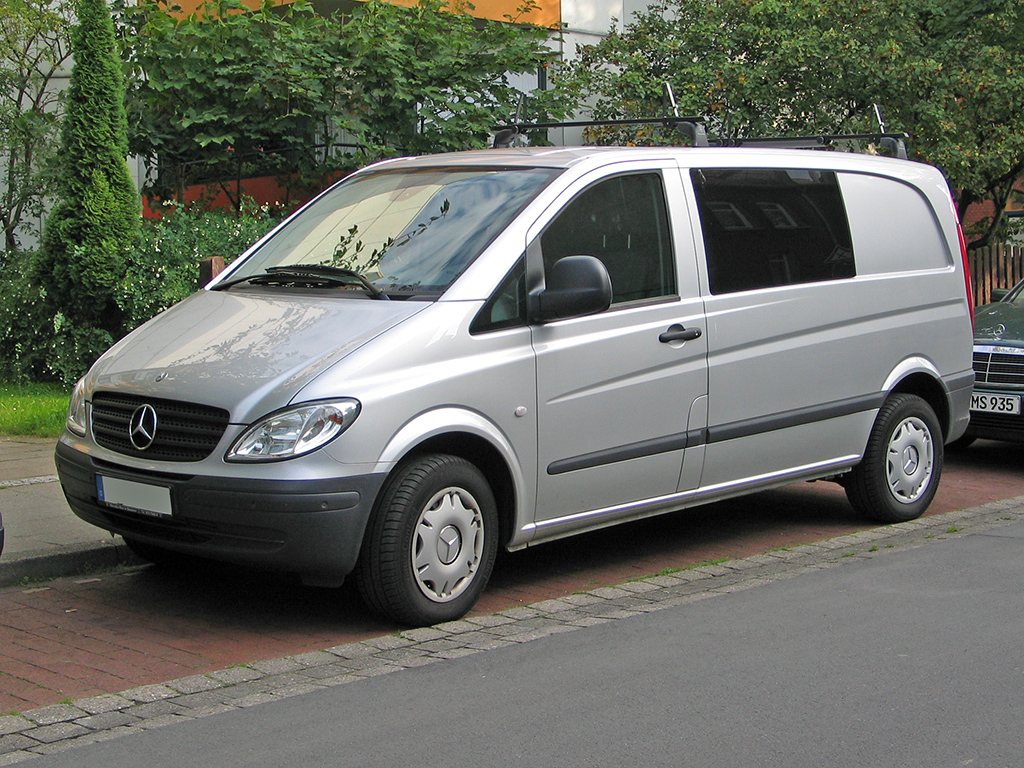
Mercedes-Benz Vito II.

### Phase 1
En 2003, le Classe V a été remplacé par le Viano W639 tandis que le Vito a été renouvelé en gardant le même nom.

### Phase 2

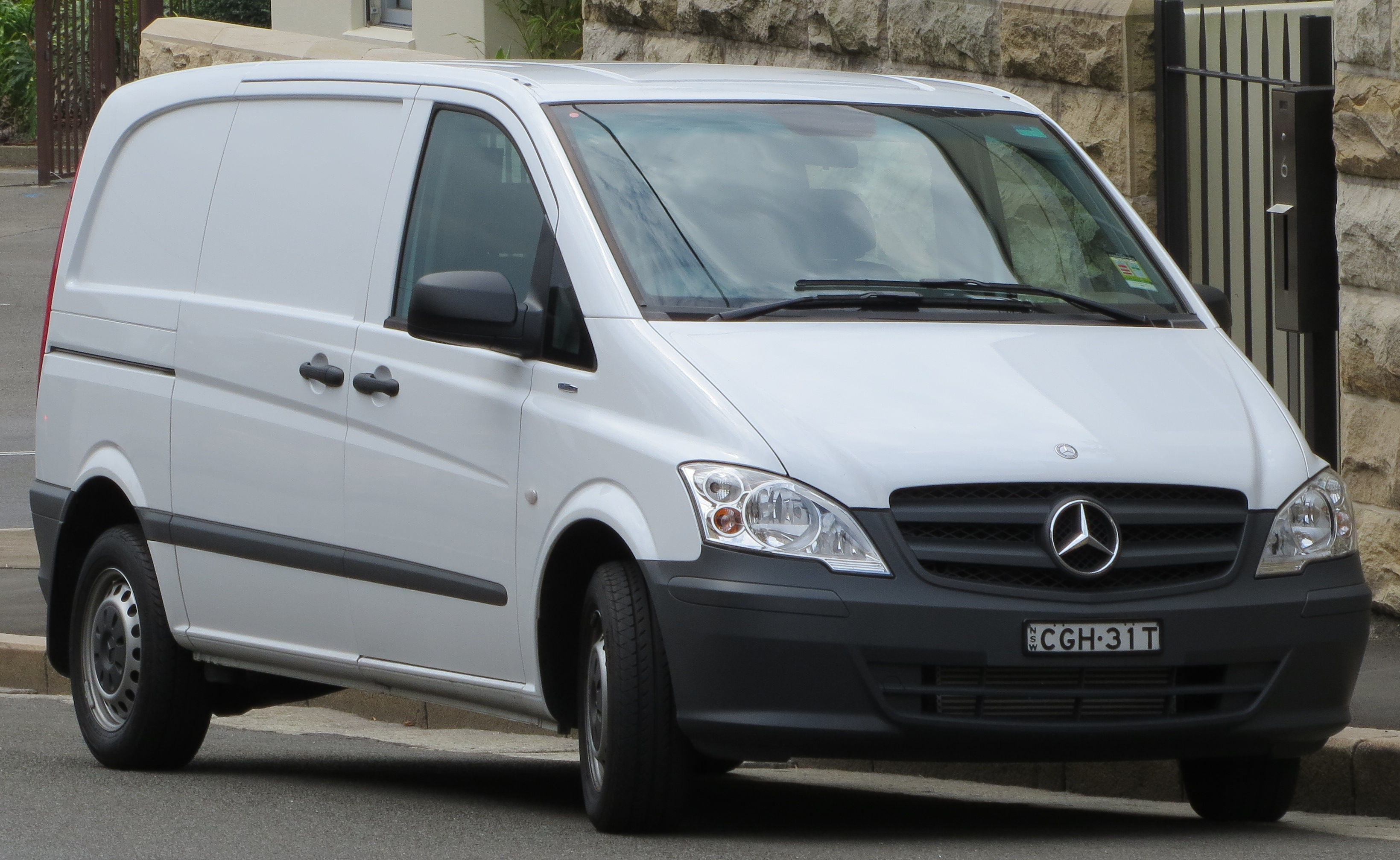
Mercedes-Benz Vito (W639) Phase II.
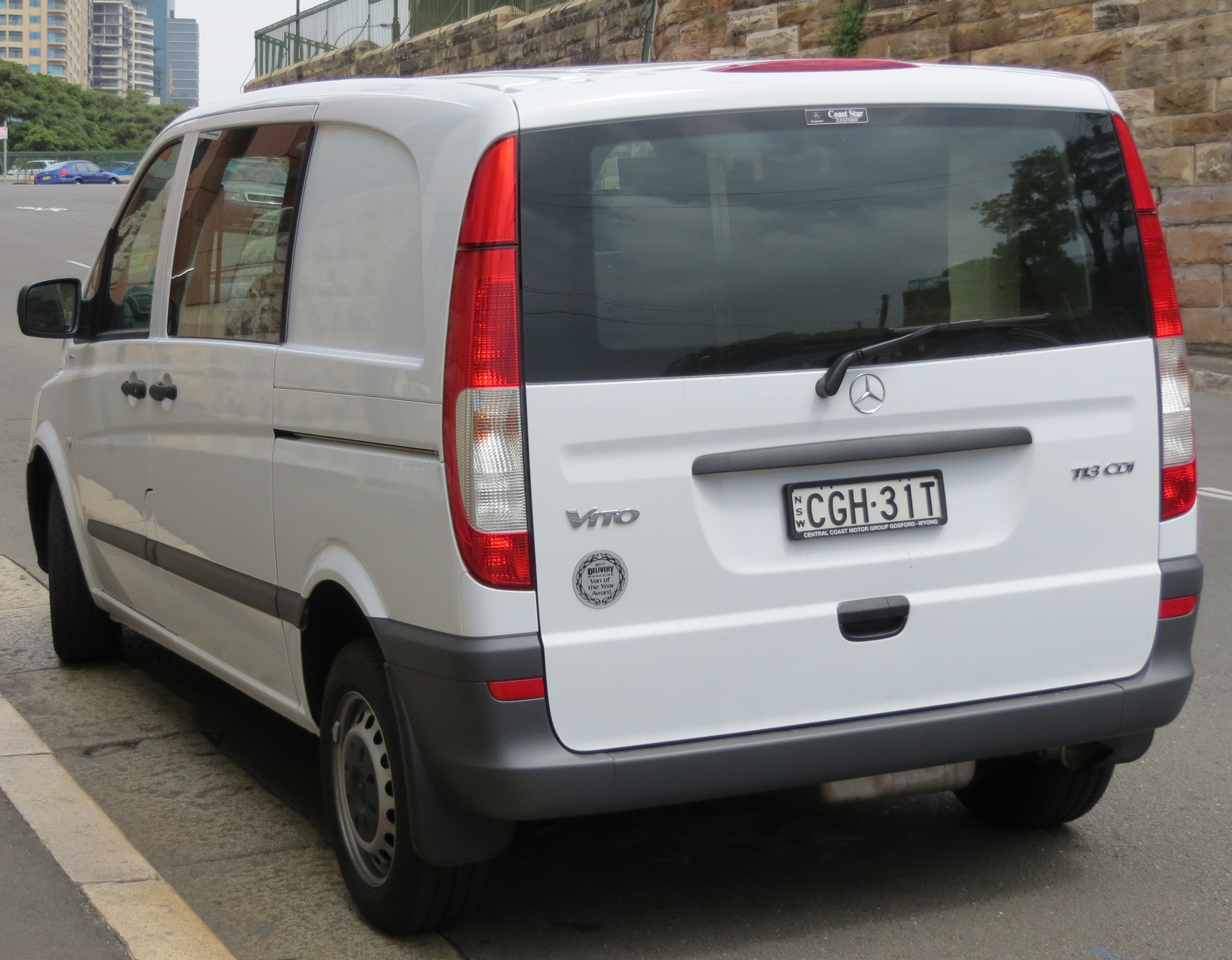
Mercedes-Benz Vito (W639) Phase II.

En 2010, le Vito a été restylé en même temps que le Viano. Il reçoit des phares redessinés tandis que l'arrière est inchangé contrairement à la version monospace.

### E-Cell

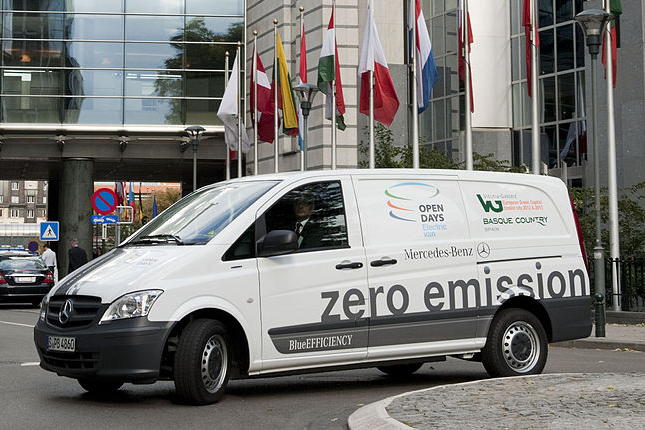
Mercedes-Benz Vito (W639) E-Cell.

## Troisième génération (2014-)

### Classe V

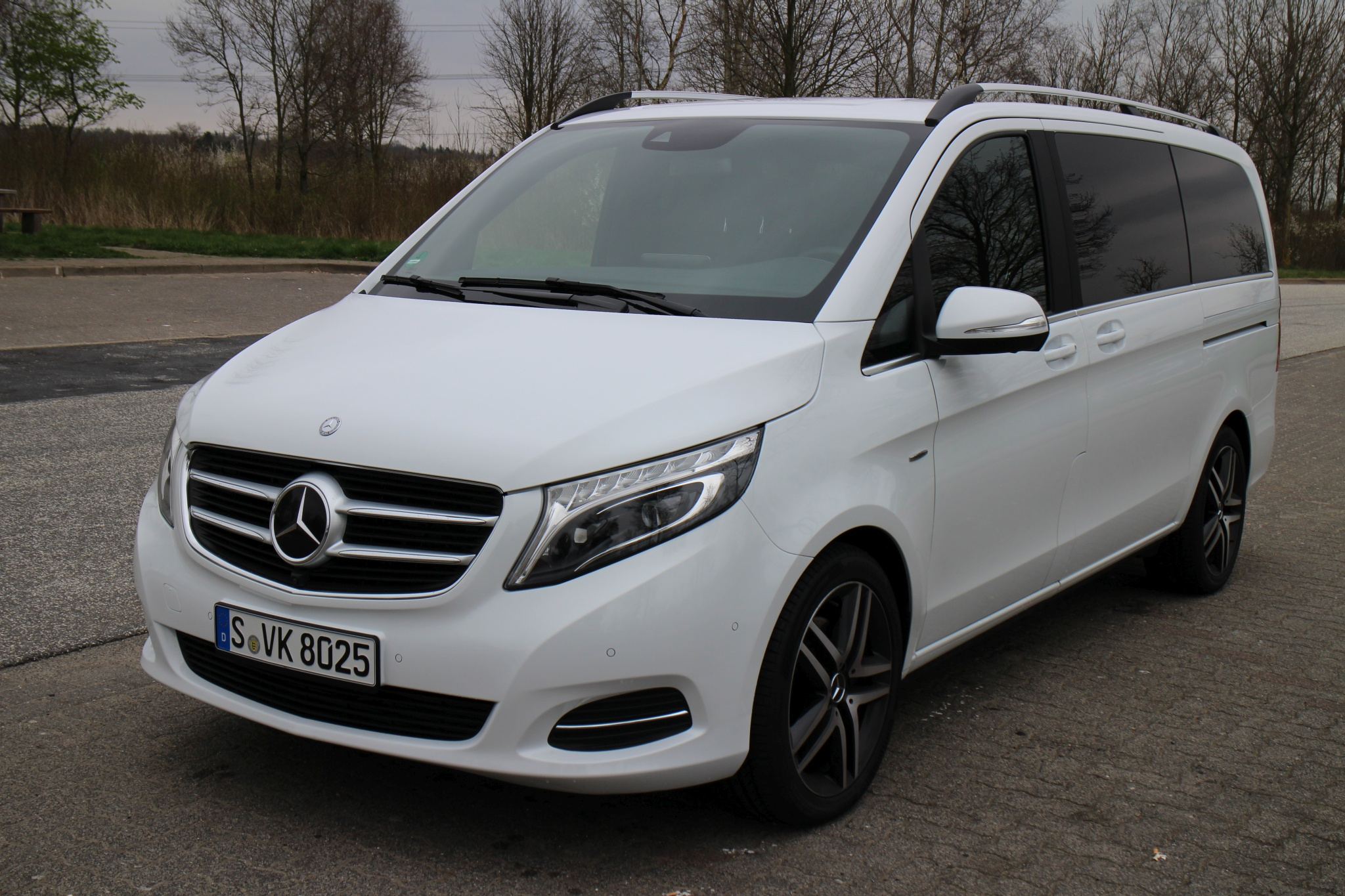
Mercedes-Benz Classe V (W447)
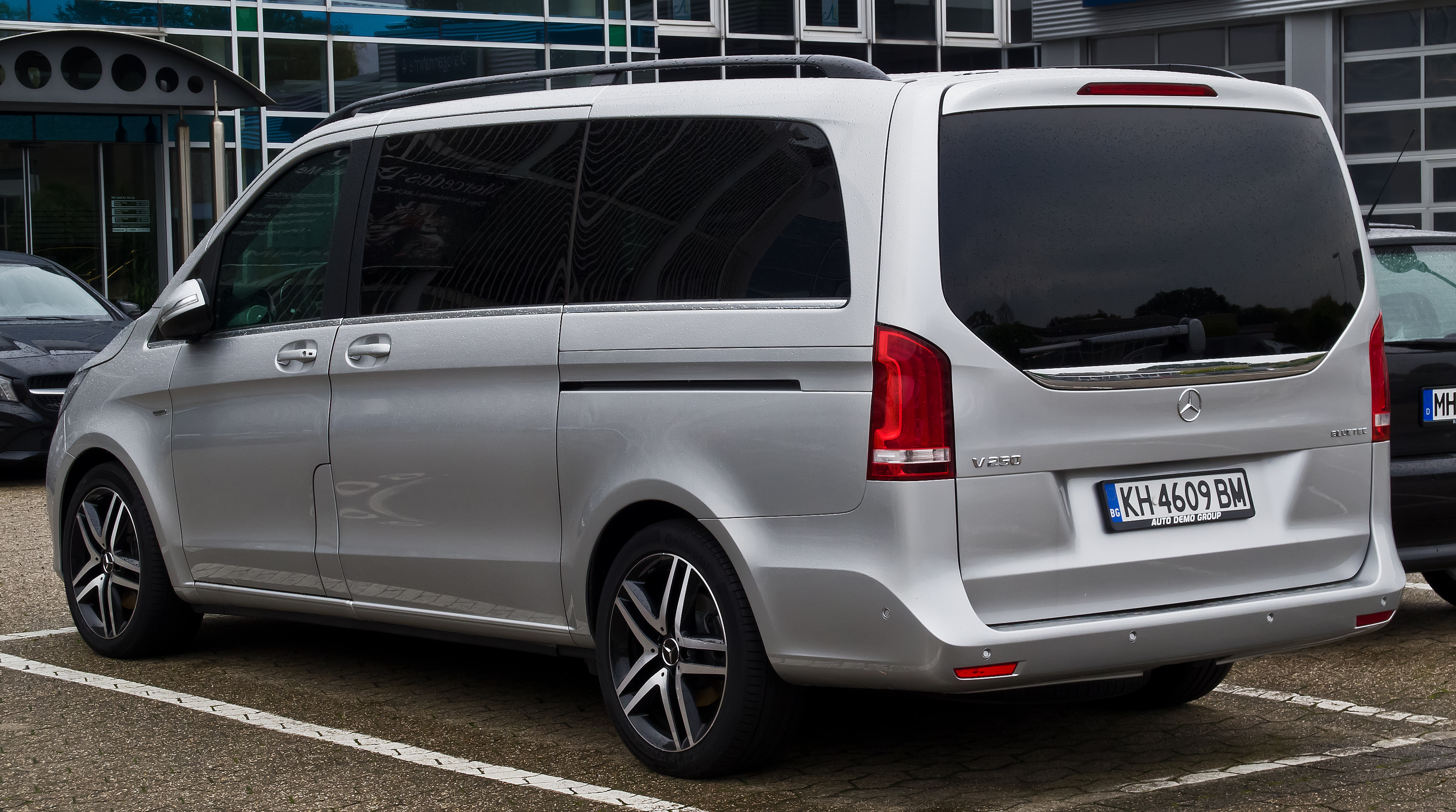
Mercedes-Benz Classe V (W447)
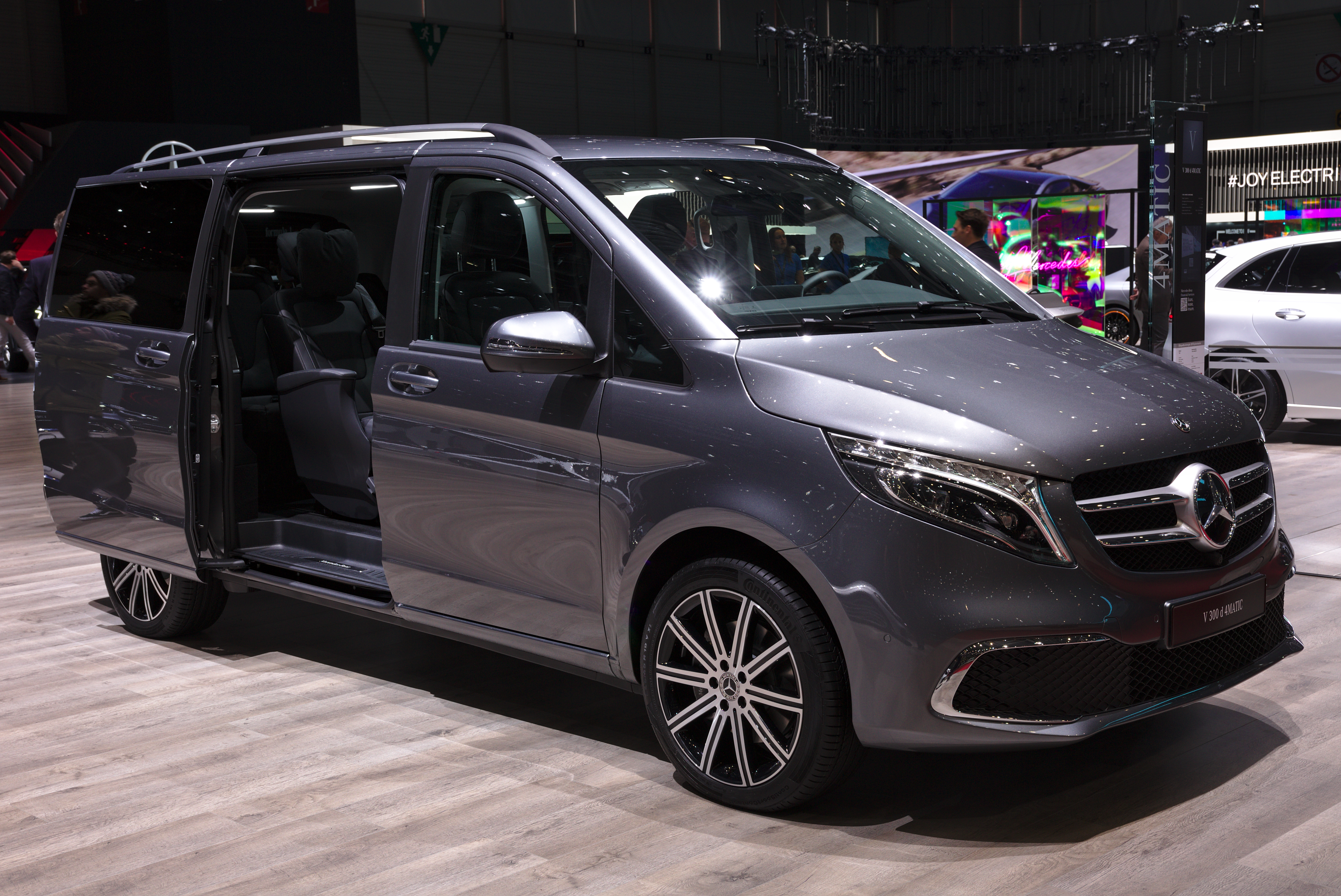
Phase II
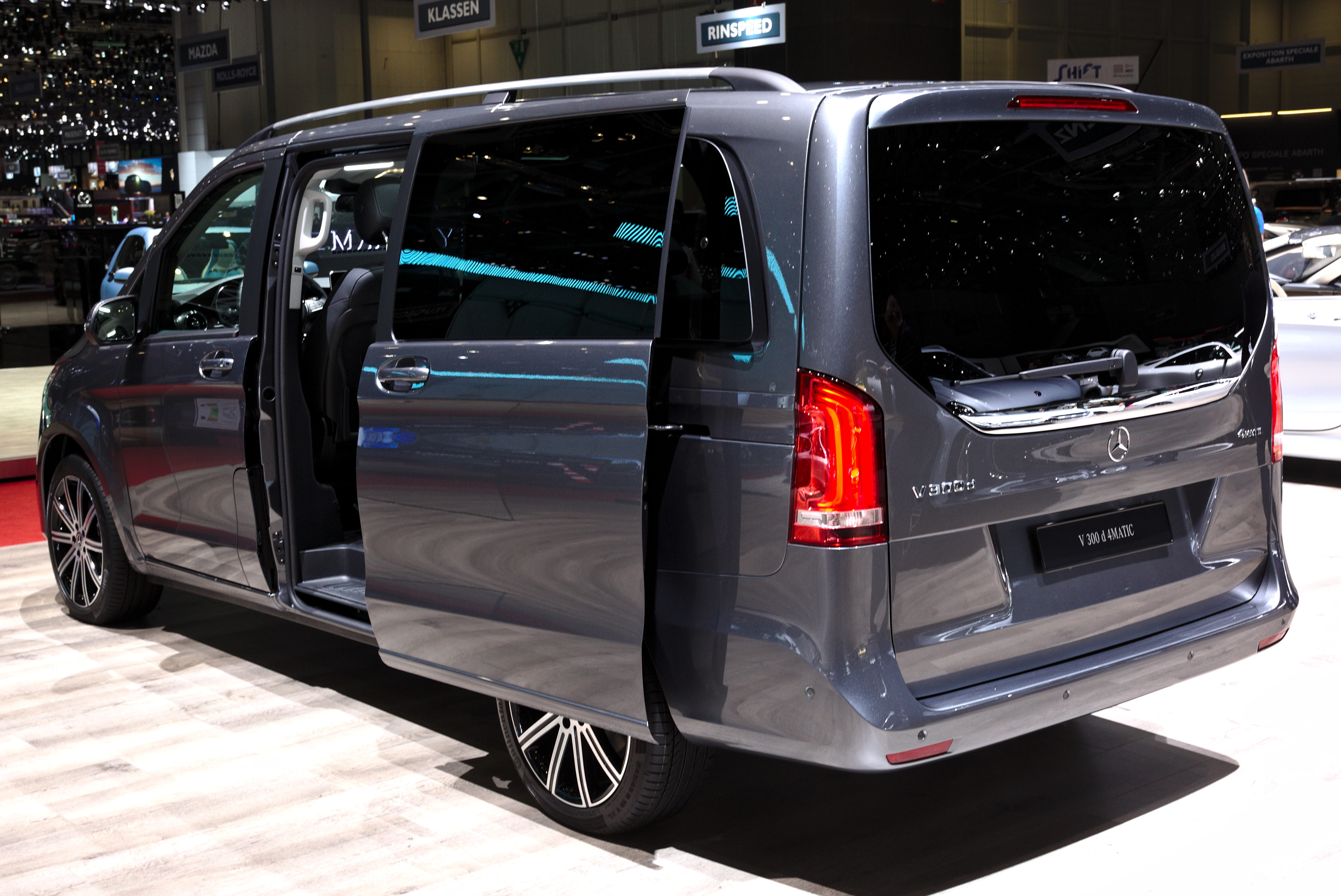
Phase II
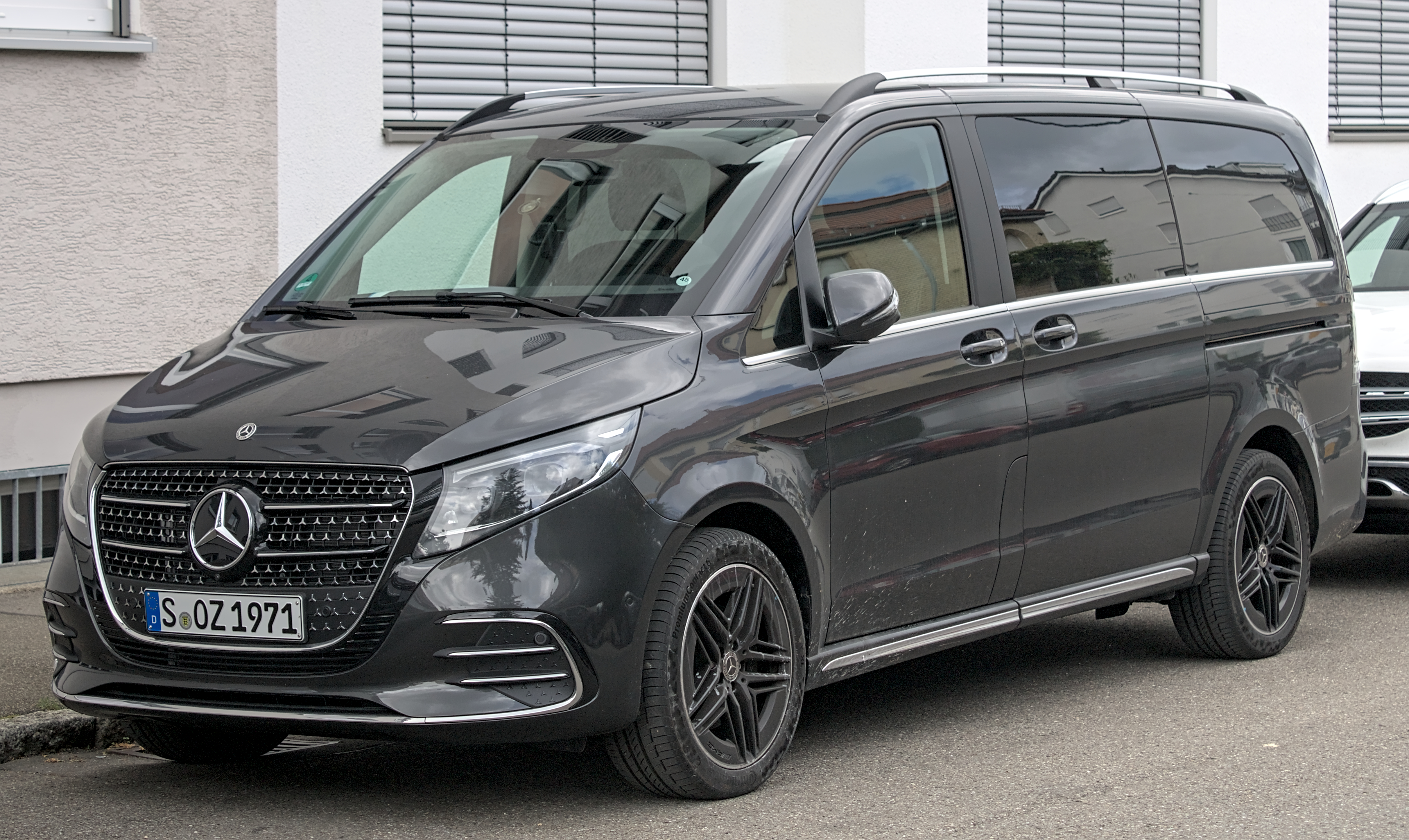
Phase III
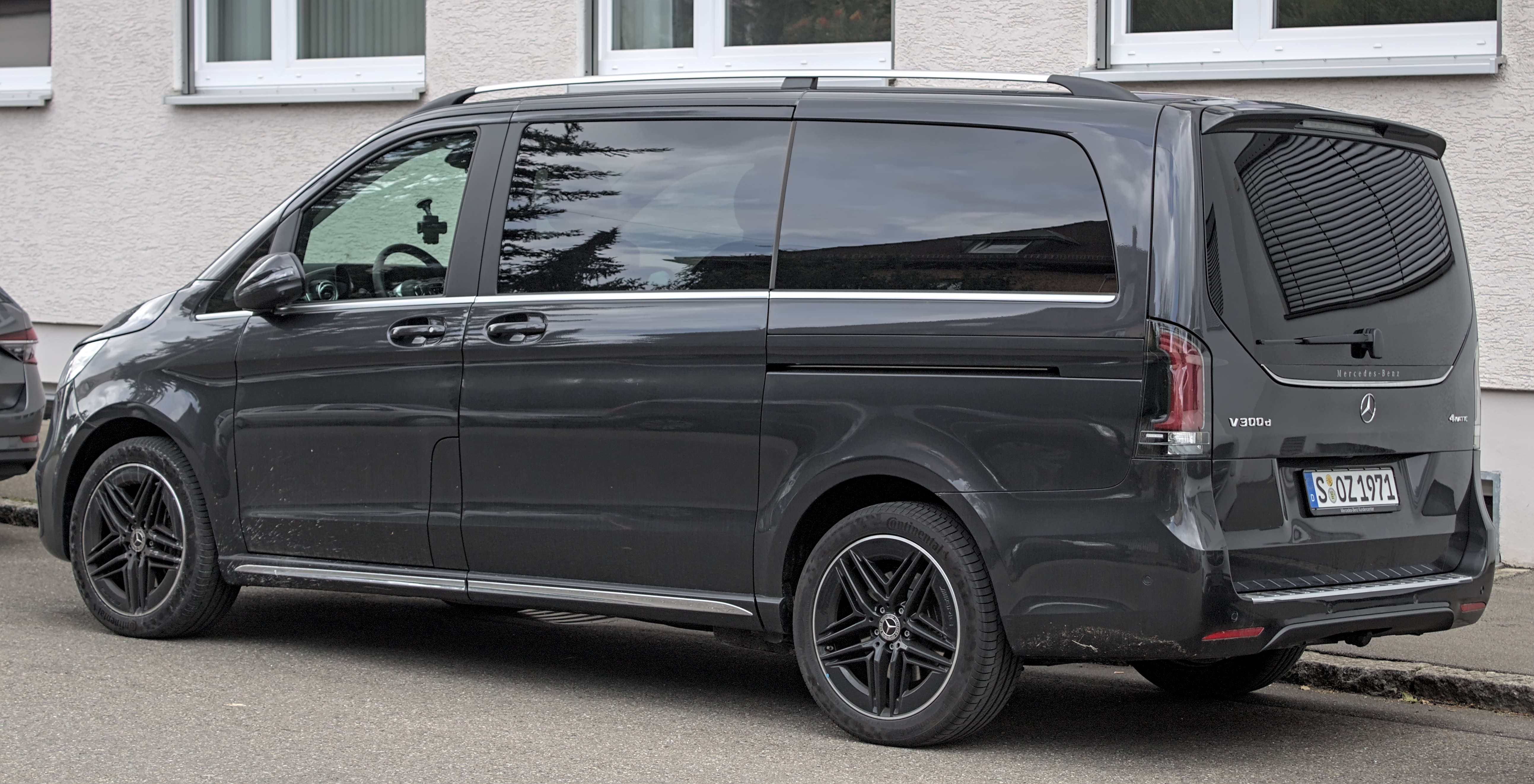
Phase III

Après 11 ans d'absence, le Mercedes-Benz Classe V revient sur le marché européen avec une seconde génération portant le code W447 et remplaçant le Mercedes-Benz Viano produit de 2003 à 2014 et restylé en 2010. Elle est très différente de sa version utilitaire le Vito.
Au Salon de Francfort 2015, le Classe V est décliné en pack AMG Line qui lui donne des pare-chocs avant et arrière redessinés, de nouveaux bas de caisse, une nouvelle lèvre de spoiler ainsi que des jantes AMG de 19 pouces.

### EQV
Au Salon de Genève 2019, Mercedes présentera le restylage du Classe V. Ses boucliers intègrent des prises d'air avec des inserts à lamelles chromées et la calandre évolue. Au même moment, est dévoilée sur le stand genevois l'EQV, la variante 100 % électrique du Classe V. 
En 2023, Mercedes présente le deuxième restylage de ses Classe V/Vito Type 447 ainsi que sur la variante électrique EQV.

#### Concept car

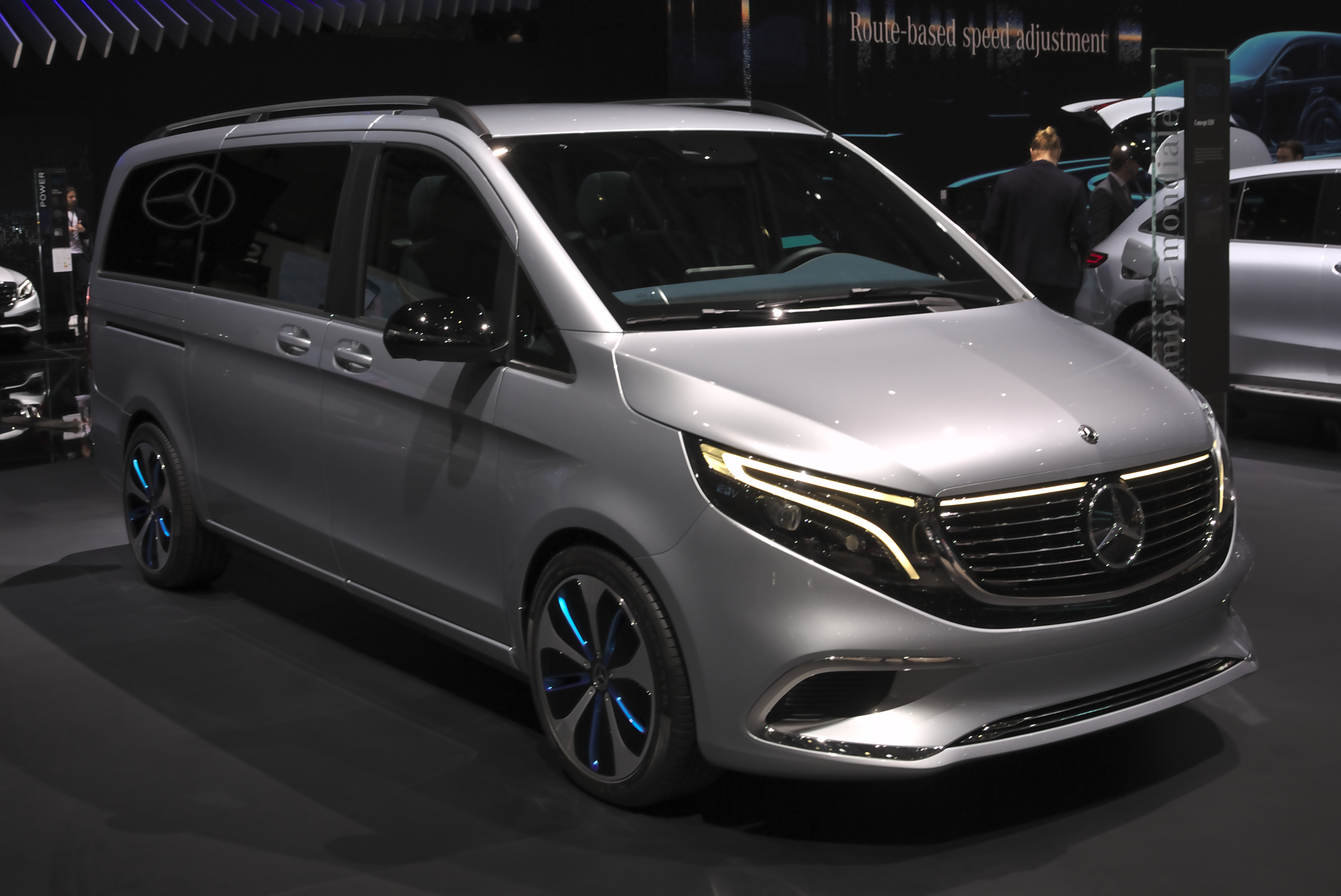
Mercedes-Benz EQV Concept.

Le constructeur dévoile l'EQV concept, préfigurant la version électrique de la Classe V, au Salon international de l'automobile de Genève 2019. L'EQV bénéficie d'un moteur électrique à l'avant de 201 ch autorisant une autonomie de 400 km. Le EQV sort finalement dans sa version de série en août 2019.

### Finitions
Les différentes finitions du Classe V :
- Design ;
- Executive ;
- Fascination ;
- Edition 1 ;
- un pack AMG Line est disponible en option. ;
- Marco Polo (camping car/mini Van). Nommé en hommage au voyageur italien Marco Polo, ce van (d 239 ch 9G-Tronic)[8] est conçu pour quatre passagers jour/nuit. L'aménagement intérieur, conçu par l'équipementier d'origine allemande Westfalia, comporte une banquette deux places, un couchage haut, une cuisinière, un ameublement de type yacht ainsi qu'un toit relevable électrique (en option).

Le Vito est disponible en version : 
- Fourgon (pas de vitrage arrière) ;
- Mixto (cabine approfondie) ;
- Tourer (transport de personnes).

### Versions spécifiques
- Le Classe V a été décliné en EDITION 1 pour ses premiers modèles produits.
- AMG : la version spécifique du Classe V.
- AMG Line

## Sécurité en 2021
En 2021, le Mercedes-Benz Vito fait l'objet d'une évaluation par Euro Ncap qui lui attribue le label "gold" pour son score de 61% pour ses équipements sécurité en partie optionnels selon les pays. Ces fonctions de sécurité n'atteignent pas celle des voitures, mais le Vito offres de bonnes fonctions de sécurité, par rapport aux autres véhicules utilitaires. Le véhicule peut notamment être doté d'un freinage automatique d'urgence.

## Autres modèles portant ce nom

### Asie
Classe V est l'autre nom du Viano, le successeur du W638, utilisé uniquement au Japon.